# Erez Papir
Erez Papir (15 september 1980) is een Israëlisch voetbalscheidsrechter. Hij werd vanaf 2009 opgenomen door FIFA en UEFA en fluit sindsdien internationale wedstrijden. Hij is ook actief in de UEFA Youth League.
Op 2 juli 2015 maakte Papir zijn debuut in Europees verband tijdens een wedstrijd tussen Birkirkara FC en Ulisses FC in de voorrondes van de UEFA Europa League. De wedstrijd eindigde op 0–0.
Zijn eerste interland floot hij op 1 september 2016, toen Portugal met 5–0 won tegen Gibraltar na onder meer twee doelpunten van Nani. Tijdens dit duel hield Papir de kaarten op zak.

## Interlands
| Datum            | Plaats          | Wedstrijd            | Uitslag | Competitie        | Kreeg geel | Kreeg voor de tweede keer geel en dus rood | Weggestuurd |
| ---------------- | --------------- | -------------------- | ------- | ----------------- | ---------- | ------------------------------------------ | ----------- |
| 1 september 2016 | Porto, Portugal | Portugal – Gibraltar | 5 – 0   | Vriendschappelijk | 0          | 0                                          | 0           |

Laatste aanpassing op 27 oktober 2018